# Canon EOS 650
Le Canon EOS 650 est un appareil photo reflex argentique au format 24 x 36. Il a été introduit le 2 mars 1987, pour le 50e anniversaire de Canon
et retiré du catalogue en février 1989.

## Caractéristiques
C'est le premier appareil de la nouvelle gamme Canon EOS, développée spécifiquement pour piloter des objectifs autofocus. Le système EOS inaugure la nouvelle monture EF qui utilise des signaux électriques pour communiquer entre le boîtier de l'appareil et l'objectif.
La mise au point et le réglage de l'ouverture du diaphragme sont effectués par des moteurs électriques installés dans le corps de l'objectif. La monture EF est toujours utilisée sur les reflex Canon, y compris les modèles numériques. Les précédents objectifs Canon à monture FD ne sont pas compatibles avec les boîtiers EOS.
Le premier appareil EOS possédait les dernières technologies, y compris un microprocesseur et un capteur BASIS développé par Canon pour un autofocus de haute précision, revendiquée par Canon. Une gamme d'objectifs EF autofocus de haute précision à moteur ultrasonique (USM) fut également développée pour le 650.
Un EOS 650 fut utilisé en 1992 pour prendre la première image photographique chargée sur le World Wide Web, une photo du groupe Les Horribles Cernettes.
Le reflex EOS 5D Mark III fut annoncé pour le 25e anniversaire de l'annonce de l'EOS 650.